# Zappa's Universe - A Celebration of 25 Years of Frank Zappa's Music
Zappa's Universe - A Celebration of 25 Years of Frank Zappa's Music, ou simplesmente Zappa's Universe, é um álbum tributo a Frank Zappa, que foi lançado e 1993.

## Faixas
Todas as canções foram compostas por Frank Zappa.
1. "Elvis Has Just Left the Building" – 2:48
2. "Brown Shoes Don’t Make It" – 7:26
3. "The Jazz Discharge Party Hats" – 4:48
4. "Inca Roads" – 9:38
5. "Mōggio" – 2:46
6. "Nite School" – 5:00
7. "Echidna’s Arf (Of You)" – 3:53
8. "Hungry Freaks, Daddy" – 3:28
9. "Heavenly Bank Account" – 4:12
10. "The Meek Shall Inherit Nothing" – 2:54
11. "Waka/Jawaka" – 3:28
12. "Sofa" – 3:51
13. "Dirty Love" – 7:03
14. "Hot Plate Heaven at the Green Hotel" – 6:28

## Prêmios e Indicações
| Ano  | Música                            | Indicação                          | Resultado | Ref.        |
| ---- | --------------------------------- | ---------------------------------- | --------- | ----------- |
| 1994 | "Sofa" - Performada por Steve Vai | Best Rock Instrumental Performance | Venceu    | [ 1 ] [ 2 ] |